# Pandanus darwinensis
Pandanus darwinensis är en enhjärtbladig växtart som beskrevs av Harold St.John. Pandanus darwinensis ingår i släktet Pandanus och familjen Pandanaceae.

## Underarter
Arten delas in i följande underarter:
- P. d. darwinensis
- P. d. latifructus